# Fort Madison
Fort Madison är en stad (city) i Lee County, i delstaten Iowa, USA. Enligt United States Census Bureau har staden en folkmängd på 10 980 invånare (2011) och en landarea på 24,6 km². Fort Madison är huvudort i Lee County.